# Route européenne 83
Pour les articles homonymes, voir E83 et Route 83.
La route européenne 83 (E83) est une route intermédiaire nord-sud (classe A) reliant Byala à Sofia, en Bulgarie.